# Rothia rhaeoides
Rothia rhaeoides är en fjärilsart som beskrevs av Sergius G. Kiriakoff 1974. Rothia rhaeoides ingår i släktet Rothia och familjen nattflyn. Inga underarter finns listade.